# Nematocampa punctilinea
Nematocampa punctilinea là một loài bướm đêm trong họ Geometridae.